# 장브누아 뒹켈
장브누아 뒹켈(프랑스어: Jean-Benoît Dunckel, 1969년 9월 7일 ~ )은 프랑스의 음악가로, 에르의 멤버이다.